# 乙环利定
乙环利定（英語：Eticyclidine，或简称PCE，开发代号：CI-400）是一种具有致幻作用的解离麻醉剂，其作用类似苯環己哌啶，但具有稍强的药效。20世纪70年代，由帕克-戴维斯（Parke-Davis）公司研发出，并以CI-400为代号对其麻醉潜力进行相关评估，但在开发出比其更优越的类似药物氯胺酮后，对乙环利定的研究就没有继续进行下去。乙环利定的药力稍强于苯環己哌啶，且药效相似，但前者因味道难闻与易于使人恶心的特点，而较少被使用者们接受。因为与苯環己哌啶类似的作用，乙环利定在20世纪70年代被列入非法药物附表1（Schedule 1 list of illegal drugs），在20世纪70与80年代曾被短暂的滥用过，现在却已鲜为人知。